# Benjamin Dutreux
Benjamin Dutreux, né le 5 avril 1990 à Villeneuve-d'Ascq (Nord), est un navigateur et skipper français. Il effectue son premier tour du monde en solitaire dans le Vendée Globe 2020-2021, qu'il termine en 9e position.

## Biographie

### Jeunesse et formation
Il naît le 5 avril 1990 à Villeneuve-d'Ascq, dans le département du Nord. Il passe ses vacances à l'île d'Yeu, où sa famille finit par s'installer en 1999. Il commence à naviguer à 8 ans. À 12 ans, il s'inscrit au Cercle nautique de Fromentine, sur le continent, où il découvre le catamaran de sport. À 16 ans, il intègre l'équipe de France jeunes. En 2008, à 18 ans, avec Élodie Wilmart, il est champion du monde de catamaran SL 16,.
À la fin de ses études en DUT sciences et génie des matériaux, il devient responsable technique chez Sirena Voile où il reste trois ans. En 2014, il intègre le Team Vendée formation. Il progresse, et, à la fin de l’année, on lui propose d’intégrer le circuit Figaro.

### Circuit Figaro (2015-2018)
En 2015, il finit 1er bizuth du championnat de France Élite de course au large en solitaire. Il termine 29e de la Solitaire du Figaro. En 2016, il termine 14e. Parallèlement à ses courses, il monte en 2016, avec son frère, une entreprise de rénovation de bateaux, Éole Performance. En 2017, il est 12e de la Solitaire du Figaro. Cette année-là, il commence à naviguer sous les couleurs de l'association Water Family. En 2018, il termine 5e de la Solitaire du Figaro.

### Débuts en Imoca (2019-2022)
En 2019, il apprend que l'on propose à la vente un Imoca pouvant trouver sa place dans le budget serré de son équipe. Il s'agit du Spirit of Yukoh IV du Japonais Kojiro Shiraishi. Deux membres de l'équipe se rendent aussitôt au Japon. « Le bateau est sain, peuvent-ils constater, il n’a besoin que de soins cosmétiques. » Éole Performance l'achète, et le fait venir de Yokohama par cargo. Il est renommé Water Family. Après un chantier de remise à niveau, Benjamin Dutreux et son boat captain Thomas Cardrin prennent la 19e place sur la Transat Jacques-Vabre 2019. Dès cette année-là, Dutreux fait partie de la Commission développement durable de l'association Imoca.
Un chantier de fond est entrepris fin 2019 afin de fiabiliser au maximum Water Family. Tous les systèmes du bord (électroniques, hydrauliques) sont revus. L'Imoca, devenu Omia Water Family, est doté d'une garde-robe neuve pour le Vendée Globe 2020-2021.
Malgré le grand âge du bateau (lancé en 2007) et l'absence de foils, Dutreux fait un tour du monde remarquable. Après le cap Finisterre, le 10 novembre, il est en tête, le temps d'un classement. Les conditions particulières de ce Vendée Globe permettent aux bateaux anciens à dérives droites de mener la vie dure aux foilers de tête. Parmi les principaux animateurs de ce « groupe de chasse » à petit budget, on trouve Jean Le Cam, Benjamin Dutreux et Damien Seguin. Ayant opté pour la traversée de la dépression tropicale Thêta, Dutreux pointe à la troisième place le 14 novembre, après six jours de course. Il est 4e au cap Leeuwin, 5e au cap Horn. Il connaît une traversée difficile du Pot au noir. Il en sort 9e. Il termine la course à cette place, en 81 jours, 19 heures et 45 minutes, le 29 janvier 2021.
En mai et juin 2021, dans The Ocean Race Europe, Dutreux est navigateur à bord d'Offshore Team Germany, qui remporte la course dans la catégorie Imoca. Entre deux étapes, Dutreux achète le premier 11th Hour Racing de l'Américain Charlie Enright. Mais il ne le prendra en main qu'après la Transat Jacques-Vabre 2021. Il vend Omia-Water Family à Guirec Soudée.

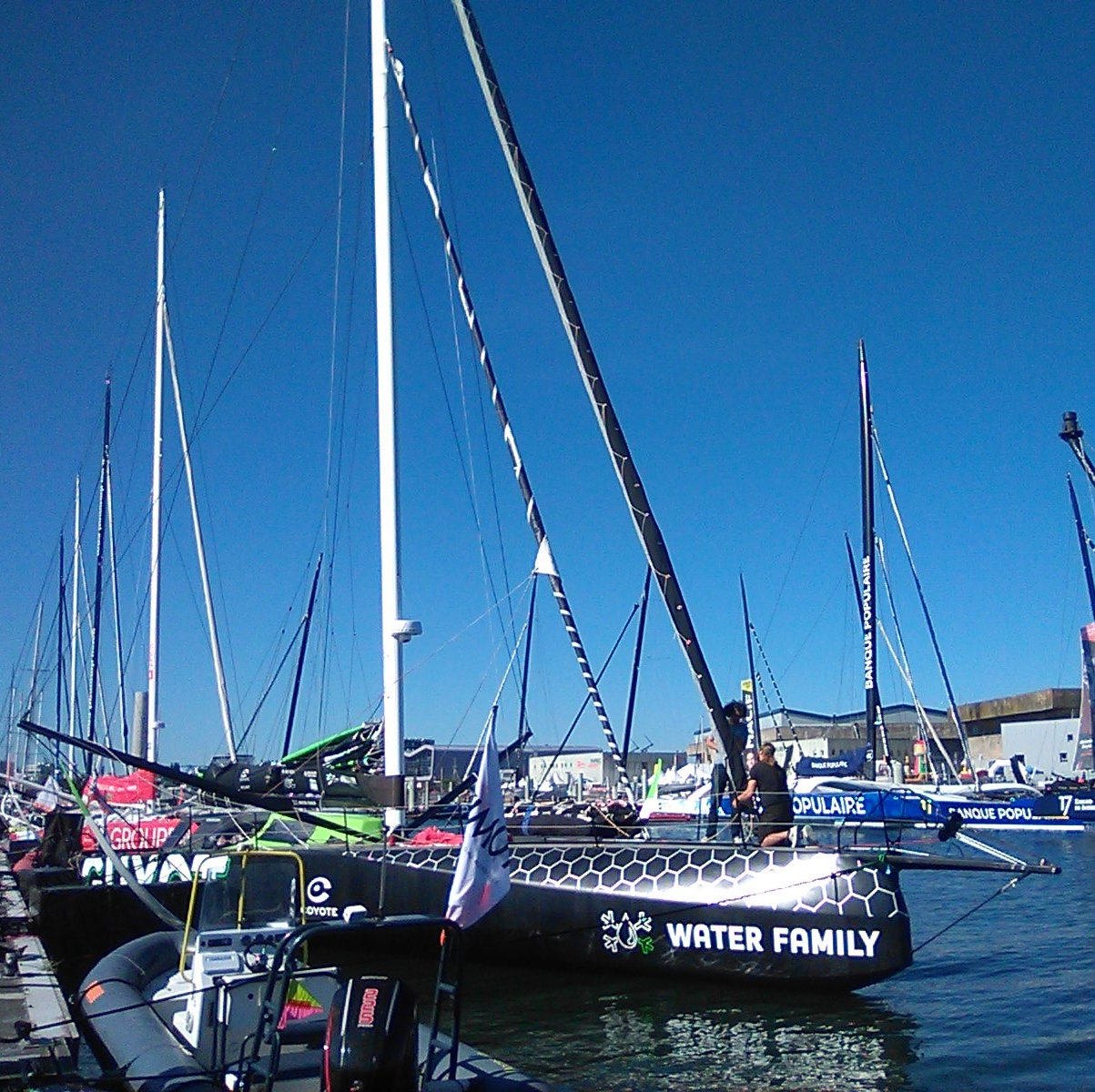
Guyot Environnement-Water Family à Lorient, au Défi Azimut 2024.

En août, avec Damien Seguin, sur Groupe Apicil, Dutreux termine 7e de la Fastnet Race, dans la catégorie Imoca. En novembre, le duo, avec le même bateau, termine 11e de la Transat Jacques-Vabre en classe Imoca (et 1er Imoca à dérives droites).

## Palmarès
- 2008 : champion du monde de SL 16 avec Élodie Wilmart[3],[4]
- 2015 :
  - 1er bizuth du Championnat de France de course au large en solitaire, 16e au classement général[4]
  - 29e de la Solitaire Bompard le Figaro[5]
- 2016 :
  - 14e Solitaire Bompard le Figaro sur Team Vendée en 10 j 2 h 11 min 39 s[5]
  - 5e Solo Maître Coq sur Sateco-Team Vendée[16]
  - 7e de la Solo Concarneau sur Team Vendée
- 2017 :
  - 12e Solitaire Urgo le Figaro[5]
  - 13e Solo Maître Coq sur Sateco-Team Vendée[17]
  - 6e de la Solo Concarneau sur Du Flocon à la Vague
- 2018 :
  - 5e Solitaire Urgo le Figaro sur Sateco-Team Vendée[5]
  - 4e Solo Maître Coq sur Sateco-Team Vendée[18]
  - 6e de la Solo Concarneau avec Frédéric Denis sur Sateco - Team Vendée Formation
- 2019 : 19e de la Transat Jacques-Vabre avec Thomas Cardrin, sur Water Family
- 2020 : 13e du Défi Azimut
- 2021 :
  - 9e du Vendée Globe 2020-2021 sur Omia Water Family
  - Vainqueur dans la catégorie Imoca de The Ocean Race Europe, en tant que navigateur à bord d'Offshore Team Germany[13]
  - 7e de la Fastnet Race, dans la classe Imoca, avec Damien Seguin, sur Groupe Apicil[19]
  - 11e de la Transat Jacques-Vabre en classe Imoca (et 1er Imoca à dérives droites) avec Damien Seguin sur Groupe Apicil[15]
  - 10e du Défi Azimut - Lorient Agglomération avec Damien Seguin sur Groupe Apicil

- 2022, sur Guyot Environnement-Water Family :
  - 6e de la Guyader Bermudes 1000 Race
  - 11e de la Vendée-Arctique
  - 8e de la Route du Rhum en 12 j 23 h 51 min 24 s

- 2023 :
  - 5e au général de The Ocean Race en équipage (chef de bord) sur Guyot environnement - Team Europe
  - 10e sur 40 inscrits, de la Transat Jacques-Vabre avec Corentin Horeau sur Guyot Environnement - Water Family, en 13 j 7 h 56 min 10 s

- 2025 :
  - 10e sur 40 du Vendée Globe en 77 jours 3 h 39 min 24 s[20]